# 港南里
港南里是位於臺灣新竹市香山區轄下之一里，也是該區位置最北的里。該里面積7平方公里。台灣日治時期當地名為「南油車港」。戰後當地為新竹縣香山鄉港南村。新竹縣市分家後當地於1982年7月1日升格為新竹市港南里。